# Inuktun

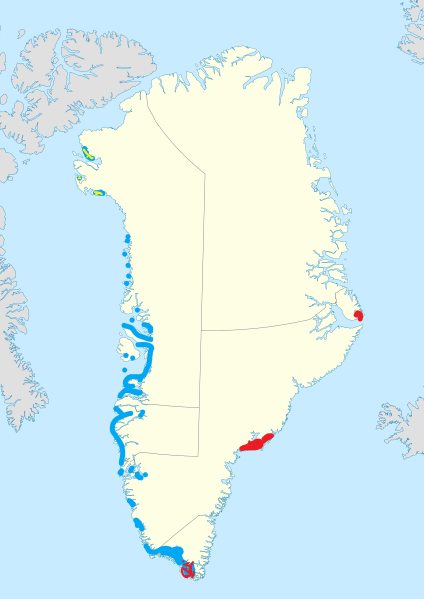
Mapa grónských dialektů, Inuktun je označen žlutě

Inuktun (v inuktunu Inughuit, grónsky Avanersuarmiutut, dánsky Nordgrønlandsk, Polareskimoisk nebo Thulesproget) je dialekt grónštiny, kterým mluví asi 300 obyvatel na severozápadě kraje Avannaata (v oblasti Qaanaaq). Je to nejméně používaný dialekt grónštiny. Inuktun je podobný spíše inuktitutštině než grónštině, je ale sporné, jestli je to dialekt grónštiny (popř. inuktitutštiny) nebo samostatný jazyk. Mluví se jím především v Qaanaaqu, Siorapaluku (Hiurapaluku), Qeqertatu (Qikiqtatu), Pituffiku a Savissiviku (Havighiviku), mluví jím ale i malé skupiny v Kullorsuaqu (Kullorhuaqu) a Nuussuaqu (Nuughuaqu). Od grónštiny se rozlišuje především používáním písmena H místo S a spřežky GH místo SS. Abeceda inuktunu se liší od abecedy západního dialektu tím, že se v jeho abecedě nachází H, které západní dialekt nepoužívá, a nenachází se v ní S. Inuktun nemá vlastní pravopis a nebývá vyučován na školách.